# Liste der Kulturdenkmäler in Einig
In der Liste der Kulturdenkmäler in Einig sind alle Kulturdenkmäler der rheinland-pfälzischen Ortsgemeinde Einig aufgeführt. Grundlage ist die Denkmalliste des Landes Rheinland-Pfalz (Stand: 27. Oktober 2023).

## Einzeldenkmäler
| Bezeichnung                   | Lage                                      | Baujahr         | Beschreibung | Bild                                    |
| ----------------------------- | ----------------------------------------- | --------------- | --- | --------------------------------------- |
| Hofanlage                     | Gartenstraße 2 Lage                       | 19. Jahrhundert | Hofanlage, 19. Jahrhundert | BW                                      |
| Grabkreuz                     | Geringerstraße, Ecke Kirchstraße Lage     | 1788            | Grabkreuz, bezeichnet 1788 | BW                                      |
| Katholische Kapelle St. Luzia | Kirchstraße 4 Lage                        |                 | spätgotischer Chor, Schiff 1910, Architekt Peter Marx, Trier; an der Kirche Kreuz, bezeichnet 1605; Gesamtanlage mit Einfassung | weitere Bilder Fotos hochladen          |
| Bildstock                     | Mayener Straße, Ecke Hauptstraße Lage     |                 | Bildstock | Fotos hochladen                         |
| Wegekreuz                     | außerhalb des Ortes                       | 1818            | Wegekreuz, Basalt, bezeichnet 1818                                                                                              | Direkt Bild zu diesem Denkmal hochladen |
| Wegekreuz                     | nördlich des Ortes Lage                   | 1606            | Wegekreuz, Nischentyp, bezeichnet 1606                                                                                          | BW                                      |
| Wegekreuz                     | östlich des Ortes; Flur Im Gründchen Lage | 1706            | Wegekreuz, Basalt, bezeichnet 1706                                                                                              | BW                                      |
| Kapelle                       | südlich des Ortes Lage                    | 18. Jahrhundert | Kapelle, Putzbau, 18. Jahrhundert                                                                                               | Fotos hochladen                         |